# Charred Walls of the Damned
I Charred Walls of the Damned sono un supergruppo power metal statunitense fondato nel 2009 da Richard Christy

## Storia del gruppo
Mentre gli Iced Earth erano impegnati nel loro tour Glorious Burden nel 2004, il batterista Richard Christy decise di lasciare la band, posticipando così le date seguenti in Giappone.
Il primo singolo della band, "Ghost Town", è stato pubblicato il 1º dicembre 2009. Il loro album di debutto eponimo è stato pubblicato il 2 febbraio 2010.    La versione giapponese dell'album include una cover di "Nice Dreams" del gruppo metal di Minneapolis Powermad. L'album è entrato nelle classifiche "Heatseekers", "Independent Albums" e "Hard Music Albums" di Billboard rispettivamente al numero 6, 37 e 46.   Raggiunse anche la posizione numero 85 nella "Independent Chart" canadese Il 5 gennaio 2011, Christy ha affermato che l'album ha venduto 20.000 copie in tutto il mondo.
Nel complesso, l'album è stato ben accolto dalla critica. La rivista musicale on-line inglese Rocksnail, con il suo punteggio di 3,5 su 5, ha notato il potenziale della band. Dom Lawson di Bravewords ha elogiato l'album con un 8,5 su 10.
Christy ha iniziato a scrivere nuovo materiale per il secondo album durante il missaggio del primo, facendo uno sforzo consapevole per scrivere che soddisfacesse lo stile di esecuzione di ogni membro della band. Il risultato fu un demo di 12 canzoni che suonava simile al primo album da cui la band sviluppò le proprie idee. Durante il periodo natalizio del 2010, Christy ha registrato le sue tracce di batteria ai Criteria Studios di Miami, in due giorni e mezzo. Il resto dell'album è stato registrato tra gennaio e febbraio 2011 agli Audiohammer Studios.
Nel 2015 la band si riunì agli Audiohammer Studios per il loro terzo album in sessioni di registrazione produttive. Christy mise giù le sue parti di batteria in un giorno e DiGiorgio aveva finito di registrare in due. Creatures Watching Over the Dead è stato  pubblicato il 23 settembre 2016.

## Formazione

### Attuale
- Ripper Owens - voce (2009-presente)
- Jason Suecof - chitarra (2009-presente)
- Steve DiGiorgio - basso (2009-presente)
- Richard Christy - batteria (2009-presente)

## Discografia
- 2010 - Charred Walls of the Damned
- 2011 - Cold Winds on Timeless Days
- 2016 - Creatures Watching Over the Dead